# Krydsfelt
 Denne artikel omhandler krydsfelter i tele- og datatransmission. Opslagsordet har også en anden betydning, se krydsfelt (magasin).
Ordet krydsfelt anvendes (siden slutningen af 1800-tallet) om den del af en telefoncentral som muliggør at hvilken som helst abonnentledning kan forbindes til hvilket som helst nummer i centralen.
I dag bruges ordet i udvidet betydning, typisk om det sted hvor en indkommende telefonlinje afsluttes i en bygning, og hvor diverse fordelingsudstyr opsættes til opdeling i en eller flere tele- og datalinjer i bygningen. Eksempelvis kan en etageejendom med fælles internetløsning have en switchbox (et fordelerskab) opsat hvor telefonlinjen kommer ind fra gaden, og fra et modem placeret i skabet fordeles internetadgangen og eventuel IP-telefoni via switchboxen til de forskellige lejligheder.
I dag vil krydsfeltet oftest også være monopolskillepunkt, hvilket i televerdenen er det sted hvor leverandørens og kundens udstyr mødes.

## Eksterne links
- Udførlig forklaring af krydsfelt med billeder